# Dans les villes
Pour plus de détails, voir Fiche technique et Distribution.
Dans les villes est un film dramatique québécois réalisé par Catherine Martin, sorti en 2006.

## Synopsis
Le destin de quatre personnes qui ne se connaissent pas se croise : Fanny trouve le bonheur en soignant des arbres, Joséphine, une vieille dame, n'a plus beaucoup de temps à vivre, Carole, une jeune neurasthénique, a des tendances suicidaires, Jean-Luc est un aveugle photographe. Ces êtres solitaires se rencontrent, échangent et renaissent à la beauté de l'instant, à l'horizon d'un espoir perdu.

## Fiche technique
- Réalisation : Catherine Martin
- Scénario : Catherine Martin
- Producteur : Réal Chabot et Lorraine Dufour
- Photographie : Carlos Ferrand
- Montage : Natalie Lamoureux
- Musique : Robert Marcel Lepage
- Direction artistique : Gaudeline Sauriol
- Son : Marcel Chouinard, Martin Allard, Hugo Brochu, Bernard Gariépy Strobl
- Société de production : Coop Vidéo de Montréal
- Société de distribution : K-Films Amérique
- Pays :  Canada ( Québec)
- Langues : français
- Genre : Drame
- Durée : 87 minutes
- Première mondiale :  République tchèque : 5 juillet (Festival international du film de Karlovy Vary)
- Sortie :
  -  Canada ( Québec) : 13 août 2010 (en salles)

## Distribution
- Hélène Florent : Fanny
- Hélène Loiselle : Joséphine
- Robert Lepage : Jean-Luc, l'aveugle
- Ève Duranceau : Carole
- Markita Boies : Mère de Carole
- Béatrice Picard : Antoinette
- Pierre Collin : Le médecin